# خليل حلبي
خليل حلبي فنان تشكيلي فلسطيني (1889–1964).

## أسلوبه
جاءت اللوحات الزيتية التي وضعها، لتعكس أسلوباً شخصياً في معالجته للأشكال المصورة فمن خلال أسلوبه السلس، سعى حلبي إلى الاستفادة من منهاج  الرسم الأيقوني، وحاول أن يتقن موضوعه المصور بنقله من مرئيات البيئة الفلسطينية. أما التخطيط الذي اتّبعه الحلبي لكي يحقق فيه لوحته الزيتية، فلم يختلف عن أسلوبه في تصوير الأيقونة. قام أولاً بتسطير الصورة الفوتوغرافية المطلوب، نقلها بقلم رصاصي من أجل أن يجزئ تفاصيلها ضمن شبكة مربعات دقيقة ذات خطوط متصالبة . ومن ثمّ تناول قطعة ورق بالحجم النهائي للوحته، ونقل عليها شبكة مربعاته، مع اعتبار نسبة تكبيرها بحيث تيسر له فيما بعد نقل جزئيات الأشكال. كما ظهرت ضمن كل من المربعات التي تحددت في الصورة الفوتوغرافية. وبعد انتهائه من نقل كافة التفاصيل، أخذ حلبي بتخريم الورقة بوساطة إبرة، متتبعاً تخطيطه الرصاصي للأشكال. وبعد تثبيت الرسم المخرّم فوق سطح لوحه الخشبي المعدّ بالجبص أو فوق القماش المشدود،  طلى الحلبي أرضية الرسم بمسحوق رصاصي كي تطبع آثاره عبر الخرم فوق بياض الصفحة، ثم يبدأ التلوين.